# Anthony Charteau

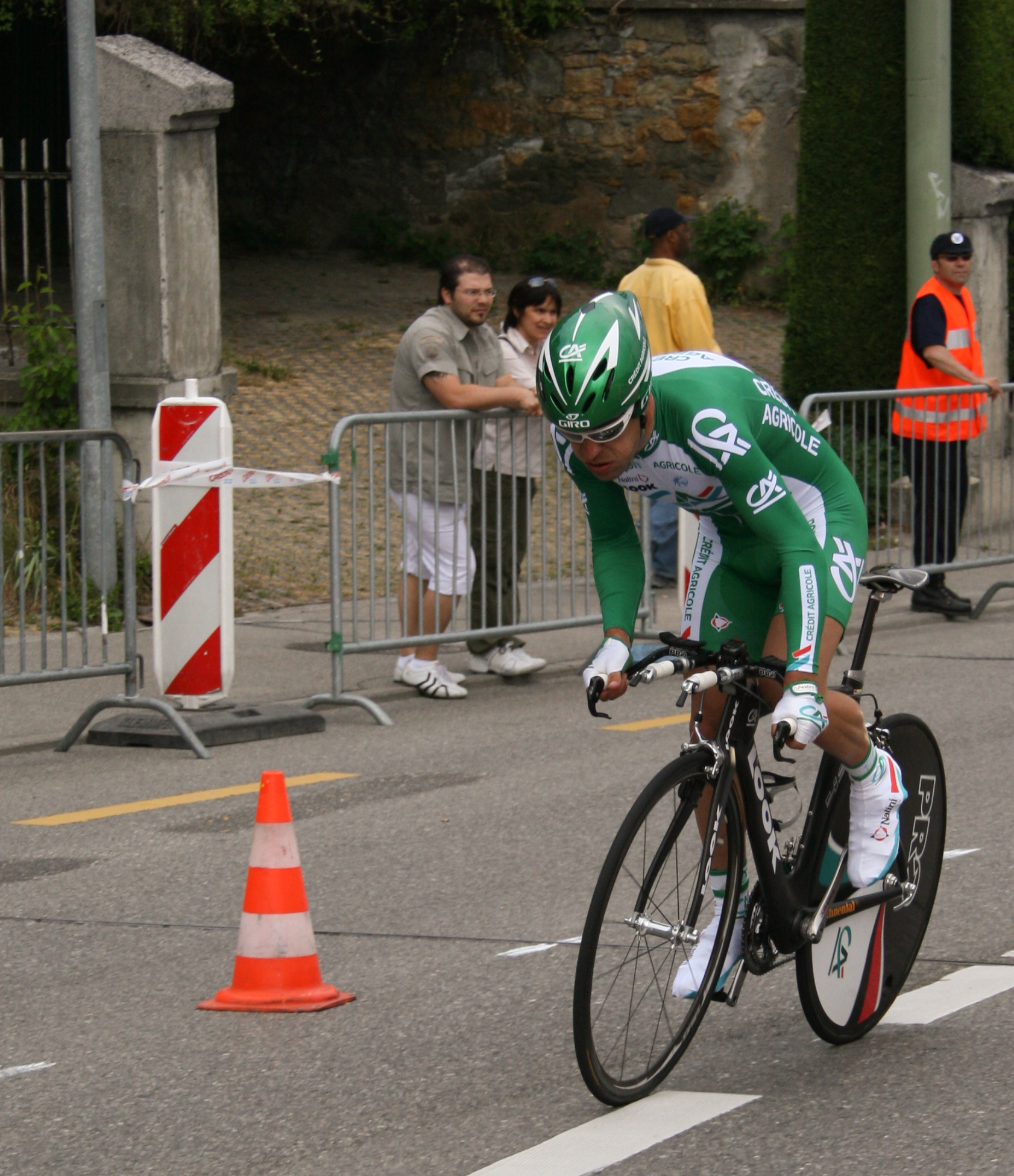
Anthony Charteau no Tour de Romandie de 2007.

Anthony Charteau (4 de junho de 1979, Nantes) é um ciclista profissional francês .
O ciclista é especialista em subida de montanha.